# فرودگاه شهری آرکیدیا
فرودگاه شهری آرکیدیا (به انگلیسی: Arcadia Municipal Airport) یک فرودگاه همگانی بهره‌برداری هوایی است که یک باند فرود آسفالت دارد و طول باند آن ۱۱۲۸ متر است. این فرودگاه در کشور ایالات متحده آمریکا قرار دارد و در ارتفاع ۱۸ متری از سطح دریا واقع شده‌است.